# Monty Trottier
Pour les articles homonymes, voir Trottier.
Monty Trottier (né le 25 août 1961 à Val Marie au sud de Swift Current dans la Saskatchewan au Canada) est un joueur professionnel de hockey sur glace. Il est le frère aîné de Rocky et le frère cadet de Bryan, ce dernier étant le plus connu pour ses six Coupes Stanley gagnées en tant que joueur de la Ligue nationale de hockey et membre du temple de la renommée du hockey.

## Carrière
Monty Trottier commence sa carrière en jouant dans la Ligue de hockey junior de la Saskatchewan  pour les Broncos de Swift Current en 1978-1979. La saison d'après, il rejoint les Bighorns de Billings dans la Ligue de hockey de l'Ouest.
À l'issue de la saison, il est choisi lors du repêchage d'entrée dans la Ligue nationale de hockey par les Islanders de New York équipe où évolue son frère cadet Bryan. 68e joueur choisi, il n'évolue jamais dans la LNH mais joue pendant six saisons dans les ligues mineures. En particulier, il remporte la Coupe Adams avec les Checkers d'Indianapolis en 1982 et 1983.
En 1984-1985, il joue son unique saison dans la Ligue américaine de hockey. Il évolue alors pour les Indians de Springfield pendant une soixantaine de matchs.

## Statistiques
Pour les significations des abréviations, voir Statistiques du hockey sur glace.
| Saison    | Équipe                   | Ligue  |     | Saison régulière | Saison régulière | Saison régulière | Saison régulière | Saison régulière |    | Séries éliminatoires | Séries éliminatoires | Séries éliminatoires | Séries éliminatoires | Séries éliminatoires |
| Saison    | Équipe                   | Ligue  | PJ  | B                | A                | Pts              | Pun              | PJ               | B  | A                    | Pts                  | Pun                  |                      |                      |
| 1978-1979 | Broncos de Swift Current | SJHL   | 49  | 22               | 27               | 49               | 30               |                  |    |                      |                      |                      |                      |                      |
| 1979-1980 | Bighorns de Billings     | LHOu   | 60  | 18               | 32               | 50               | 168              | 7                | 2  | 0                    | 2                    | 31                   |                      |                      |
| 1980-1981 | Bighorns de Billings     | LHOu   | 58  | 15               | 37               | 52               | 289              | 4                | 2  | 2                    | 4                    | 14                   |                      |                      |
| 1980-1981 | Checkers d'Indianapolis  | LCH    |     |                  |                  |                  |                  | 5                | 2  | 1                    | 3                    | 2                    |                      |                      |
| 1981-1982 | Checkers d'Indianapolis  | LCH    | 72  | 10               | 15               | 25               | 142              | 9                | 2  | 2                    | 4                    | 14                   |                      |                      |
| 1982-1983 | Checkers d'Indianapolis  | LCH    | 63  | 17               | 23               | 40               | 69               | 13               | 1  | 4                    | 5                    | 11                   |                      |                      |
| 1983-1984 | Checkers d'Indianapolis  | LCH    | 69  | 18               | 23               | 41               | 135              | 10               | 1  | 7                    | 8                    | 2                    |                      |                      |
| 1984-1985 | Indians de Springfield   | LAH    | 60  | 6                | 12               | 18               | 40               | 3                | 0  | 1                    | 1                    | 8                    |                      |                      |
| 1985-1986 | Checkers d'Indianapolis  | LIH    | 81  | 27               | 38               | 65               | 106              | 5                | 1  | 2                    | 3                    | 17                   |                      |                      |
| Totaux    | Totaux                   | Totaux | 463 | 111              | 180              | 291              | 949              | 56               | 11 | 19                   | 30                   | 99                   |                      |                      |